# Svinia
Svinia (in ungherese Szinye) è un comune della Slovacchia facente parte del distretto di Prešov, nella regione omonima.